# Amedeo Amadei
Pour les articles homonymes, voir Amadei.
Amedeo Amadei, né le 26 juillet 1921 à Frascati, dans la province de Rome, dans le Latium et mort le 24 novembre 2013 dans la même ville, est un footballeur puis entraîneur de football italien.

## Biographie

### En club
Natif de Frascati, Amedeo Amadei, fils de boulanger, commence très tôt à jouer au football.
Il fait ses débuts professionnels le 2 mai 1937 à l'AS Roma à l'âge de 15 ans, 9 mois et 6 jours (plus jeune joueur de l'histoire de la Serie A). Une semaine plus tard, il inscrit son premier but lors d'une défaite 5-1 contre l'Associazione Sportiva Lucchese Libertas 1905, ce qui fait également de lui le plus jeune buteur de l'histoire du championnat italien, record toujours tenu à ce jour.
Il joue également en Serie B avec l'Atalanta Bergame, et en Serie A avec l'Inter Milan et le SSC Napoli. Il réalise sa meilleure performance lors de la saison 1948-1949, où il inscrit 22 buts en Serie A avec l'Inter.
Il remporte le championnat d'Italie avec la Roma lors de la saison 1941-42, premier titre de champion de l'équipe. Il joue avec le club romain 216 matchs en championnat et inscrit 99 buts, et dans toute sa carrière 490 matchs pour 192 buts.

### En équipe nationale
Amedeo Amadei reçoit 13 sélections en équipe d'Italie entre 1949 et 1953, inscrivant sept buts.
Il joue son premier match en équipe nationale le 27 mars 1949, en amical face à l'Espagne. Lors de ce match, il inscrit son premier but avec l'Italie, avec pour résultat une victoire 1-3 à Madrid.
Avec l'Italie, il participe à la Coupe du monde 1950. Lors du mondial organisé au Brésil, il ne joue qu'un seul match, face au Paraguay (victoire 2-0 à São Paulo).
Il inscrit son dernier but le 18 mai 1952, en amical contre l'Angleterre (score : 1-1 à Florence). Il joue son dernier match le 17 mai 1953, contre la Hongrie, où l'Italie s'incline 0-3 à Rome.

## Palmarès
- Champion d'Italie en 1942 avec la Roma
- Seminatore d'oro (meilleur entraîneur) en 1957-1958